# Stary Dwór (Wołów)
Pour les articles homonymes, voir Stary Dwór.
Stary Dwór est une localité polonaise de la gmina de Brzeg Dolny, située dans le powiat de Wołów en voïvodie de Basse-Silésie.